# Перри, Майк
Майкл Джозеф Перри (англ. Michael Joseph Perry; род. 15 сентября 1991, Флинт, Мичиган) — американский боец смешанных боевых искусств и бывший профессиональный боксер, выступавший под эгидой UFC в полусредней весовой категории, ныне боец кулачных боев, в лиге BKFC.
Занимает 4 строчку в рейтинге BKFC  вне зависимости от весовой категории.

## Детство и юность
Перри родился 15 сентября 1991 года в городе Флинт, штат Мичиган, США. У Перри есть две сестры и один брат. Начал тренироваться в 11 лет.

## Смешанные единоборства
Перри начал тренироваться  в зале Jackson-Wink MMA Academy под руководством Грега Джексона.

### Top Alliance Combat 3
Первый дебютный бой Майк провел в Top Alliance Combat 3. 6 сентября 2014 года он одержал первую победу в профессиональном поединке, одолев Гектора Тирадо нокаутом.

### Ultimate Fighting Championship
В 2016 году подписал контракт с UFC. В августе этого же года дебютировал на UFC 202 против Лим Хён Гю одержав победу техническим нокаутом. На ноябрь 2018 года в UFC заработал рекорд  5-3. Дважды получал бонус "Выступление вечера".
27 июня 2020 года Перри прервал свою серию из поражений в UFC, победив в турнире UFC Vegas 4 Микки Галла единогласным судейский решением по итогам 3-х раундов. Для Перри эта победа была примечательна тем, что при подготовке к бою он самостоятельно организовывал лагерь, а во время боя в его углу отсутствовал тренер, а была только девушка бойца, которая исполняла роль секунданта.

## Титулы и достижения

### Смешанные единоборства
- Ultimate Fighting Championship
  - Обладатель премии «Выступление вечера» (два раза) против Джека Элленбергера, Алекса Рейес
  - Обладатель премии Бой Вечера (два раза) против Алекса Оливейры и Висенте Луке.

## Статистика
| Боёв 22  | Побед 14 | Поражений 8 |
| -------- | -------- | ----------- |
| Нокаутом | 11       | 1           |
| Сдачей   | 0        | 1           |
| Решением | 3        | 6           |

| Результат | Рекорд | Соперник             | Способ                          | Турнир                                       | Дата             | Раунд | Время | Место                            | Примечание                                                       |
| --------- | ------ | -------------------- | ------------------------------- | -------------------------------------------- | ---------------- | ----- | ----- | -------------------------------- | ---------------------------------------------------------------- |
| Поражение | 14–8   | Даниэл Родригес      | Единогласное решение            | UFC on ABC: Веттори vs. Холланд              | 10 апреля 2021   | 3     | 5:00  | Лас-Вегас, Невада, США           |                                                                  |
| Поражение | 14–7   | Тим Минс             | Единогласное решение            | UFC 255: Figueiredo vs. Perez                | 21 ноября 2020   | 3     | 5:00  | Лас-Вегас, Невада, США           | Бой в промежуточном весе (175,5 фунтов); Перри не уложился в вес |
| Победа    | 14–6   | Микки Галл           | Единогласное решение            | UFC on ESPN: Poirier vs. Hooker              | 27 июня 2020     | 3     | 5:00  | Лас-Вегас, Невада, США           |                                                                  |
| Поражение | 13–6   | Джефф Нил            | Технический нокаут (удары)      | UFC 245: Usman vs. Covington                 | 14 декабря 2019  | 1     | 1:30  | Лас-Вегас, Невада, США           |                                                                  |
| Поражение | 13–5   | Висенте Луке         | Раздельное решение              | UFC Fight Night: Shevchenko vs. Carmouche 2  | 10 августа 2019  | 3     | 5:00  | Монтевидео, Уругвай              | «Лучший бой вечера» (2)                                          |
| Победа    | 13–4   | Алекс Оливейра       | Единогласное решение            | UFC Fight Night: Jacaré vs. Hermansson       | 27 апреля 2019   | 3     | 5:00  | Санрайз, Флорида, США            | «Лучший бой вечера» (1)                                          |
| Поражение | 12–4   | Дональд Серроне      | Болевой прием (рычаг локтя)     | UFC Fight Night: Korean Zombie vs. Rodríguez | 10 ноября 2018   | 1     | 4:46  | Денвер, Колорадо, США            |                                                                  |
| Победа    | 12-3   | Пол Фельдер          | Раздельное решение              | UFC 226: Miocic vs. Cormier                  | 7 июля 2018      | 3     | 5:00  | Лас-Вегас, Невада, США           |                                                                  |
| Поражение | 11-3   | Макс Гриффин         | Единогласное решение            | UFC on Fox: Emmett vs. Stephens              | 24 февраля 2018  | 3     | 5:00  | Орландо, Флорида, США            |                                                                  |
| Поражение | 11-2   | Сантьяго Понциниббио | Единогласное решение            | UFC on Fox: Lawler vs. dos Anjos             | 16 декабря 2017  | 3     | 5:00  | Виннипег, Манитоба, Канада       |                                                                  |
| Победа    | 11-1   | Алекс Рейес          | Нокаут (удар коленом)           | UFC Fight Night: Rockhold vs. Branch         | 16 сентября 2017 | 1     | 1:19  | Питтсбург, Пенсильвания, США     | «Выступление вечера» (2)                                         |
| Победа    | 10-1   | Джейк Элленбергер    | КО (удар локтем)                | UFC Fight Night: Swanson vs. Lobov           | 22 апреля 2017   | 2     | 1:05  | Нэшвилл, Теннесси, США           | «Выступление вечера» (1)                                         |
| Поражение | 9-1    | Алан Джубан          | Единогласное решение            | UFC on Fox: VanZant vs. Waterson             | 17 декабря 2016  | 3     | 5:00  | Сакраменто, Калифорния, США      |                                                                  |
| Победа    | 9-0    | Дэнни Робертс        | Нокаут (удары коленом и руками) | UFC 204: Bisping vs. Henderson 2             | 8 октября 2016   | 3     | 4:40  | Манчестер, Англия                |                                                                  |
| Победа    | 8-0    | Лим Хён Гю           | Технический нокаут (удары)      | UFC 202: Diaz vs. McGregor 2                 | 20 августа 2016  | 1     | 3:38  | Лас-Вегас, Невада, США           | Дебют в UFC                                                      |
| Победа    | 7-0    | Дэвид Манделл        | Нокаут (удары)                  | Battleground: Perry vs. Mundell              | 14 мая 2016      | 2     | 4:10  | Киссимми, Флорида, США           |                                                                  |
| Победа    | 6-0    | Франк Карийо         | Нокаут                          | Square Ring Promotions: Island Fights 37     | 11 марта 2016    | 1     | 3:40  | Пенсакола, Флорида, США          |                                                                  |
| Победа    | 5-0    | Джон Мэнли           | Технический нокаут (удары)      | Premier FC 18                                | 14 ноября 2015   | 2     | 3:32  | Спрингфилд, Массачусетс, США     |                                                                  |
| Победа    | 4-0    | Майкл Робертс        | Нокаут (удары)                  | Bahamas Open Martial Arts Championship 2     | 29 августа 2015  | 1     | 5:16  | Нью-Провиденс, Багамские Острова | Дебют в полусреднем весе.                                        |
| Победа    | 3-0    | Престон Парсонс      | Технический нокаут (удары)      | House of Fame 3: Riverside Beatdown          | 10 июля 2015     | 1     | 4:49  | Джэксонвилл, Флорида, США        | Бой в промежуточном весе (до 72,6 кг).                           |
| Победа    | 2-0    | Джеймс Родригес      | Нокаут (удары)                  | Florida Championship Fighting                | 30 января 2015   | 1     | 2:22  | Орландо, Флорида, США            |                                                                  |
| Победа    | 1-0    | Гектор Тирадо        | Нокаут (удары)                  | Top Alliance Combat 3                        | 6 сентября 2014  | 1     | 3:52  | Мак-доно, Джорджия, США          |                                                                  |

## Статистика в кулачных боях
| Боёв 5   | Побед 5 | Поражений 0 |
| -------- | ------- | ----------- |
| Нокаутом | 3       | 0           |
| Сдачей   | 0       | 0           |
| Решением | 2       | 0           |

| Результат | Рекорд | Соперник      | Способ                   | Турнир                | Дата            | Раунд | Время | Место                         | Примечание                                                              |
| --------- | ------ | ------------- | ------------------------ | --------------------- | --------------- | ----- | ----- | ----------------------------- | ----------------------------------------------------------------------- |
| Победа    | 5-0    | Тиаго Алвес   | TKO (удары)              | BKFC: Knucklemania IV | 27 апреля 2024  | 1     | 1:00  | Лос-Анджелес, Калифорния, США | Вернулся в полутяжёлый вес.                                             |
| Победа    | 4-0    | Эдди Альварес | TKO (остановка командой) | BKFC 56               | 2 декабря 2023  | 2     | 2:00  | Солт-Лейк-Сити, Юта, США      | Вернулся в средний вес. Завоевал титул King of Violence в среднем весе. |
| Победа    | 3-0    | Люк Рокхолд   | TKO (остановка рефери)   | BKFC 41               | 29 апреля 2023  | 2     | 1:15  | Брумфилд, Колорадо, США       | Дебют в полутяжёлом весе.                                               |
| Победа    | 2-0    | Майкл Пэйдж   | Решение большинства      | BKFC 27: London       | 20 августа 2022 | 6     | 2:00  | Лондон, Англия                |                                                                         |
| Победа    | 1-0    | Джулиан Лэйн  | Единогласное решение     | BKFC: KnuckleMania 2  | 19 февраля 2022 | 5     | 2:00  | Голливуд, Джорджия, США       | Дебют в среднем весе. Лучший бой вечера.                                |